# La!ハラトミ太鼓
La!ハラトミ太鼓（ラ ハラトミだいこ）は、日本の和太鼓ユニットである。主に山形県で活動する。

## 来歴
2004年に結成された。山形県の日本の宿・古窯において定期的に演奏する傍らパーティーや地区の催事まで幅広い場所において年間100本以上の公演活動をしている。2010年には、山形テルサで公演を行っている。メンバー3人が織り成す「山岳ビート」と呼ばれるサウンドは、既存の和太鼓の枠に収まり切らないダンス要素を持ち合わせたロック精神に基づいている。アイヌ語の唄や野生に満ちたライブ・パフォーマンスなど「踊る和太鼓」を目指している。
バンド名のハラトミという名前の由来は、メンバー「原田（はら）、東海林（と）、美和（み）」それぞれの頭文字をつけたものである。

## メンバー
- 原田和明（はらだ かずあき）

11歳から和太鼓を始める。一時期はドラムやジャンベでもプレイしていたが、やがて「和太鼓でどこまでやれるか」を追求したいと思うようになり、和太鼓一本に絞る。テクノダンスミュージック、ロックに影響されヨーロッパに渡っていたこともあり、その際イギリスと日本の間に縮まらない差を感じる。帰国後、その経験のもとに自分が本当にやりたい和太鼓を模索し、今までにないスタイルの和太鼓ユニットを結成する。La!ハラトミ太鼓リーダー。
- 東海林正幸（とうかいりん まさゆき）

10歳のときに入った和太鼓クラブがきっかけで、和太鼓に目覚める。踊ることも大好きで、バンドなど和太鼓を続けながら様々な音楽に携わるが、やはり自らに一番響く音で音楽を表現したいと思うようになる。和太鼓でしか生み出せない真のダンス・ミュージックを追求している。リーダーの原田とは幼馴染である。
- 美和（みわ）

90年代、地区の保存会の和太鼓演奏を偶然見かけ、興味を持ったことから和太鼓を始める。常に音楽が身近にある環境で育ち、ロック音楽が好き。東京に出て様々な和太鼓団体と出会うが、どれも自分の方向性とは相違。地元・山形に戻り同じ団体でプレイしていた仲間と理想の音楽像が合致し「La!ハラトミ太鼓」を結成することになる。和太鼓演奏は勿論、声をも声楽として音楽を生み出す。